# Lycée Alfred-Nobel
 (septembre 2018).
Améliorez-le ou discutez des points à vérifier. 

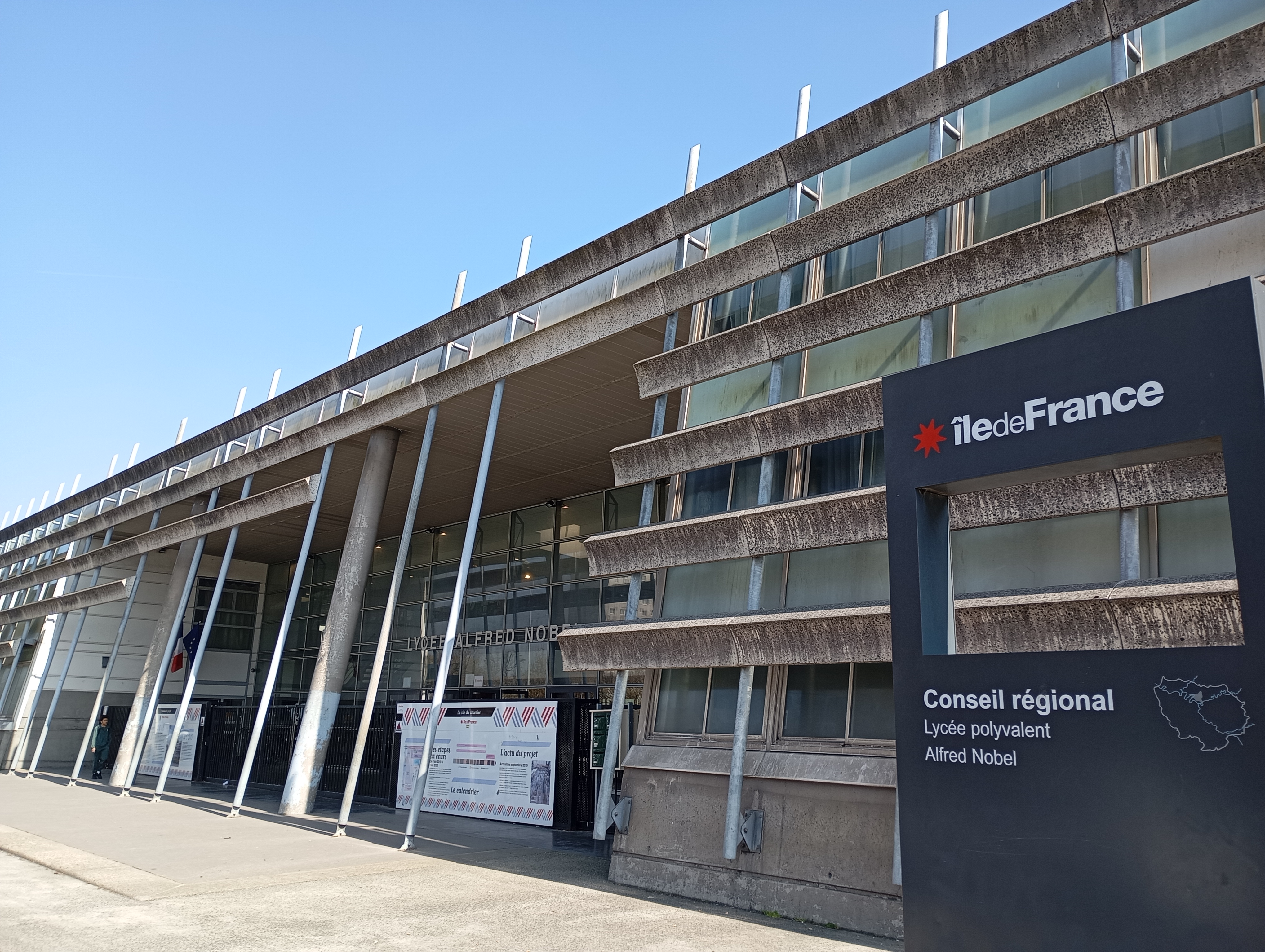
Entrée principale du Lycée Alfred Nobel de Clichy-sous-Bois.

Le lycée Alfred Nobel est un lycée public général, technologique et professionnel situé à Clichy-sous-Bois en Seine-Saint-Denis (France). Il dispose d'un internat de 100 places. Il accueille 1351 élèves à la rentrée 2024. 
Le lycée a conclu en 2006, une convention d'éducation prioritaire avec l'Institut d'études politiques de Paris (Sciences-Po) qui permet aux élèves du lycée d'entrer dans cette école grâce à la combinaison d'enseignements spécifiques de préparation au lycée et d'une procédure de sélection dédiée. En 2007 trois élèves du lycée avaient été admis. 
Bien qu'il n'ait pas un des meilleurs taux de réussite au baccalauréat, le lycée est considéré en 2015, 2016 et 2018 comme un des meilleurs lycées français en termes de « valeur ajoutée », mesurée par le taux de réussite au baccalauréat compte tenu de l'origine sociale des élèves,,,,.

## Campus
Le campus, avec un total de 13 455 mètres carrés, a cinq bâtiments. Les bâtiments (sur 2 ou 3 niveaux) sont en béton et disposent de grandes fenêtres. La dernière tranche des travaux financés par la Région IDF a permis d'ajouter un bâtiment de salles de classes et l'internat.

## Sociologie
En 2023, 54 % des élèves des filières générales et technologiques du lycée Alfred Nobel bénéficient d'une bourse, contre 46 % pour les élèves de la section professionnelle. Parmi eux, 25 % des élèves en filière générale et 20 % en filière professionnelle perçoivent des bourses de niveaux 5 et 6, correspondant aux montants les plus élevés.
À partir de 2007 le lycée a 1 100 élèves, dont 70 % provenant de milieux défavorisés. En 2016, le nombre d'inscriptions restait stable. Les élèves vivent à Clichy et dans les communes voisines. À partir de 2016 73 % des élèves provenaient de milieux défavorisés. À partir de 2009 une majorité des élèves provenant d'origine immigrée cette année des élèves étaient : 42,8 % nord-africain, 22,2 % européen, 18,3 % noir africain, 12,7 % turc, et 4 % asiatique.

## Histoire
À partir de 2007, des élèves de Clichy-sous-Bois demandent l'option d'histoire de l'art du lycée Albert-Schweitzer au Raincy pour éviter l'affectation au lycée Alfred-Nobel. À partir de 2016, des élèves, évitant Nobel, fréquentent des lycées à Chelles, au Raincy, et à Vaujours.
Véronique Soulé du journal Libération dans un article de 2006 qualifie le lycée Albert-Nobel de « lycée ghetto », en notant qu'« au lycée Albert-Schweitzer du Raincy, l'option histoire de l'art […] pour les collégiens de Bondy, de Clichy-sous-Bois et des autres communes pauvres des alentours, c'est la possibilité de contourner la carte scolaire, qui les oblige à s'inscrire au lycée de leur ville ».